# Роз'їзд 85 Саришиганак
Роз'їзд 85 Саришигана́к (каз. рзд.85 Сарышығанақ) — станційне селище у складі Аральського району Кизилординської області Казахстану. Входить до складу Саксаульського сільського округу.
У радянські часи селище називалось Сари-Шаганак.
Населення — 13 осіб (2021; 60 у 2009, 62 у 1999).